# Кириленко Кирило Олегович
Кирило Олегович Кириленко (біл. Кірыл Алегавіч Кірыленка; нар. 8 жовтня 2000, Мінськ, Білорусь) — білоруський футболіст, лівий вінгер білоруського «Торпедо-БелАЗ».

## Клубна кар'єра
Батьки Кириленка, як і вся інша рідня, походять з України.
Вихованець ФК «Мінськ». Перший тренер — Валерій Андрієвський.
У 2015 році проходив перегляд у структурі «Штутгарта», проте виникли юридичні формальності, через які 15-річному нападнику довелося повернутися в «Мінськ». Після досягнення 16-річного віку, у жовтні 2016 року, був заявлений за основну команду «Мінська», зіграв 3 матчі та відзначився 2 голами в турнірі дублерів. Наприкінці 2016 роки з'явився інтерес з боку німецького «РБ Лейпциг». До початку сезону 2017 року тренувався з першою командою «мінчан».
У березні 2017 року, напередодні початку чемпіонату, стало відомо про інтерес до Кириленко з боку берестейського «Динамо». 2 квітня 2017 року було оголошено про перехід молодого нападника до складу брестчан. Дебют у дорослому футболі припав на 30 квітня 2017 року, Кирило вийшов на 79-й хвилині матчу 5-о туру Вищої ліги 2017 проти мозирської «Славії». У сезоні 2017 року переважно виступав за дубль «Динамо», за головну ж команду провів 5 матчів у чемпіонаті Білорусі і 1 у Кубку. Кінець сезону 2017 року пропустив через травму. У першій половині сезону 2018 року залучався до основної команди, де іноді виходив на заміну, проте з серпня почав грати виключно за дубль.
У січні 2019 року за згодою сторін залишив берестейське «Динамо». У лютому 2019 року перебував на перегляді у «Зеніті-2», однак зрештою в березні приєднався до борисівського БАТЕ, де виступав за дубль.
У липні 2019 року, після перегляду, підписав 3-річний контракт з «Карпатами».
28 липня 2020 року підписав 3-річний контракт з «Олімпіком».

## Кар'єра в збірній
Був капітаном юнацької збірної Білорусі U-17. У січні 2017 року Кириленко став найкращим бомбардиром Кубка Розвитку, на якому збірна Білорусі посіла третє місце. У п'яти матчах Кирило забив три м'ячі та віддав чотири гольові передачі.
У жовтні 2017 року та в жовтні 2018 року грав за юнацьку збірну Білорусі у відбірковому раунді чемпіонату Європи.

## Досягнення
«Динамо» (Берестя)
- Кубок Білорусі
  -  Володар (2): 2016/17, 2017/18
- Суперкубок Білорусі
  -  Володар (1): 2018

## Статистика

### Клубна
Станом на 13 січня 2019
| Клуб               | Сезон             | Ліга              | Ліга  | Ліга | Кубки | Кубки | Єврокубки | Єврокубки | Загалом | Загалом |
| Клуб               | Сезон             | Турнір            | Матчі | Голи | Матчі | Голи  | Матчі     | Голи      | Матчі   | Голи    |
| ------------------ | ----------------- | ----------------- | ----- | ---- | ----- | ----- | --------- | --------- | ------- | ------- |
| «Мінськ»           | 2016              | Вища ліга         | 0     | 0    | 0     | 0     | 0         | 0         | 0       | 0       |
| «Динамо» (Берестя) | 2017              | Вища ліга         | 5     | 0    | 3     | 0     | 0         | 0         | 8       | 0       |
| «Динамо» (Берестя) | 2018              | Вища ліга         | 6     | 0    | 1     | 0     | 0         | 0         | 7       | 0       |
| Усього за кар'єру  | Усього за кар'єру | Усього за кар'єру | 11    | 0    | 4     | 0     | 0         | 0         | 15      | 0       |